# زمین‌لرزه میئو ۱۴۹۸ میلادی
زمین‌لرزه میئو ۱۴۹۸ میلادی ((به ژاپنی: 明応地震 Meiō Jishin)) در نانکایدو در ساعت هشت به وقت محلی رخ دارد. Ms 8.6 برآورد شده است. پس از آن یک سونامی بزرگ رخ داد. تعداد تلفات مربوط به این رویداد نامشخص است، اما بین ۵۰۰۰ تا ۴۱۰۰۰ تلفات گزارش شده است. سونامی ناشی از زلزله زمین‌لرزه میئو ساختمانی را که مجسمه بودا  در کوتوکو-این در کاماکورا، کاناگاوا در آن قرار داشت را شسته و با خود برد، اگرچه خود مجسمه دست نخورده باقی مانده بود.